# NGC 1304
NGC 1304 (= NGC 1307) è una galassia lenticolare situata nella costellazione dell'Eridano, a una distanza di circa 183 milioni di anni luce dalla nostra Via Lattea.

## Scoperta
La galassia è stata scoperta il 5 ottobre 1785 dall'astronomo britannico di origine tedesca William Herschel e venne inserita nel New General Catalogue con il codice NGC 1304. Nel 1886 la stessa galassia fu nuovamente osservata dall'astronomo statunitense Francis Leavenworth e in seguito inserita nel New General Catalogue con la designazione NGC 1307.